# Joseph Millson
Joseph Millson (ur. 27 kwietnia 1974 w Berkshire) – brytyjski aktor teatralny, telewizyjny i filmowy, piosenkarz.

## Życiorys

### Wczesne lata
Urodził się w Berkshire jako syn Joyce i Arthura Millsonów. Wychowywał się z bratem Peterem. W wieku 15 lat miał doświadczenie bliskiej śmierci, kiedy rozciął sobie kolano podczas gry w piłkę nożną; zabrano go do szpitala i wstrzyknięto znieczulenie, co spowodowało reakcję alergiczną prowadzącą do zawału serca i chwilowego paraliżu. Jako 16-latek został wydalony ze szkoły za uderzenie dyrektora szkoły.
W 1995 ukończył studia na wydziale dramatu w Rose Bruford College of Speech and Drama w Londynie.

### Kariera
W 1998 zadebiutował na londyńskiej scenie Comedy Theatre jako Georg Bamberger w farsie Petera Shaffera Czarna komedia. Po gościnnym udziale w sitcomie Channel 4 Na wygnaniu (In Exile, 1998) jako Raphael, przyjął rolę doktora Sama Morgana w serialu medycznym ITV Peak Practice (1999–2001) z Amandą Burton i Sarah Parish. W 2001 gościł w programie telewizyjnym BBC One Blankety Blank. W 2002 pojawił się w dwóch serialach: EastEnders jako Jason James i Szpital Holby City jako Paul Fry.
W 2003 za występ w sztuce The Lifted Veil został uhonorowany Hamilton Deane Award, a jako Orlando w komedii szekspirowskiej Jak wam się podoba w Peter Hall Company był nominowany do nagrody im. Iana Charlesona dla najlepszego aktora klasycznego poniżej 30 roku życia. Trafił potem na deski Royal National Theatre w spektaklach: Pillars of the Community (2004) jako Johan Torrensen i Every Good Boy Deserves Favour Toma Stopparda (2009) jako Iwanow.
W 2006 związał się z Royal Shakespeare Company występując w przedstawieniu Życie i śmierć króla Jana w roli bękarta. Po występie jako Benedick, przyjaciel Claudio w komedii Wiele hałasu o nic, w maju 2006 krytyk dziennika brytyjskiego „The Financial Times” napisał: „Widziałem Alana Batesa i Matthew Macfadyena, którzy grali szekspirowskiego Benedicka, ale występ Josepha Millsona w nowej produkcji RSC wydaje mi się ostateczny. Elementy dowcipu, gniewu i bezbronności mieszają się w tym aktorze”.
Kreacja hrabiego Raoula de Chagny w produkcji Love Never Dies przyniosła mu w 2011 nagrodę „What’s On Stage Awards” w kategorii najlepszy aktor drugoplanowy w musicalu. W 2010 grał postać hrabiego Raoula de Chagny w produkcji Love Never Dies. Wcielił się w tytułową rolę w Makbecie (2013) w teatrze Shakespeare’s Globe.
W 2013 w BBC Radio 4 podstawił głos George’a Orwella i jego prawdziwego bohatera, Erica Blaira w serii The Real George Orwell.
W brytyjskim serialu historycznym BBC Two Upadek królestwa (2015-2017), adaptacji serii powieści Bernarda Cornwella The Saxon Stories, zagrał Sasa Aelfrica, wujka Ivara.
W 2017 otrzymał UK Theatre Awards za rolę w Aphry Behn sztuce The Rover. Od 29 lipca do 18 listopada 2017 w londyńskim Trafalgar Studios występował w podwójnej roli synów Kristin (Stockard Channing) w spektaklu Apologia z Freemą Agyeman, a od 13 lutego do 9 marca 2019 w Arcola Theatre w Londynie pojawił się w komedii Keith.
18 listopada 2020 ukazała się jego książka Work...and other four-letter words.

## Życie prywatne
W latach 1999–2011 był żonaty z Caroline Fitzgerald, z którą ma dwoje dzieci: córkę Jessicę i syna Gabriela. 31 grudnia 2013 poślubił Sarah–Jane Potts. Jego pasierbem jest Buster Denman.

## Filmografia

### Filmy
- 2006: Casino Royale jako agent MI6 Carter
- 2009: Enid (TV) jako Hanly Blyton
- 2010: The Romantics jako Lord Byron
- 2013: Daję nam rok (I Give It a Year) jako Charlie
- 2018: Tango One jako Andrew Hathaway

### Seriale
- 2002: EastEnders jako Jason James
- 2002: Szpital Holby City jako Paul Fry
- 2006: Nowe triki jako Christie
- 2007: Porozmawiaj ze mną jako Woody
- 2007–2008: Przygody Sary Jane jako Alan Jackson
- 2008: Morderstwa w Midsomer jako James Parkes
- 2009: Powstać z popiołów jako dr Battleford
- 2014: 24: Jeszcze jeden dzień jako Derrick Yates
- 2015: Dom grozy jako kapitan Branson
- 2015–2020: Upadek królestwa (The Last Kingdom) jako Ælfric
- 2018: Okup (Ransom) jako Keith Taylor
- 2019: Królowe sekretów: Morderstwo w ciemności (Queens of Mystery: Murder in the Dark) jako pisarz Oscar Prescott
- 2022: Moon Knight jako dr Grant

## Publikacje
- Joseph Millson: Work and Other Four Letter Words. Independently, 2020. ISBN 979-8567017753.